# Amy Nixon
Amy Nixon (ur. 29 września 1977 w Saskatoon, Saskatchewan) – curlerka kanadyjska, medalistka olimpijska z 2006, brązowa medalistka mistrzostw świata i dwukrotna mistrzyni Kanady.

## Kariera
W curling gra od 14. roku życia. Jako skip (kapitan) zdobyła złoty medal igrzysk zimowych Saskatchewanu w 1994. Do 2012 występowała jako trzecia w zespole Shannon Kleibrink, z tą ekipą zdobyła m.in. Puchar Kanady w 2005. Na igrzyskach olimpijskich w Turynie w 2006 zdobyła brązowy medal.
Nixon dwukrotnie wygrała mistrzostwa Alberty, co dało jej możliwość wystąpienia na Tournament of Hearts w 2004 i 2008. W pierwszych zajęła 6. miejsce, w kolejnych zawodach drużyna Kleibrink doszła już do finałów, gdzie przegrała z Jennifer Jones 4:6. W 2009 zajęła 3. miejsce podczas Alberta Scotties Tournament of Hearts.
Zespół Shannon Kleibrink, którego była członkiem zakwalifikował się do Roar of the Rings 2009 – turnieju wyłaniającego reprezentację na ZIO 2010. W finale zawodów Kleibrink przegrała z Cheryl Bernard 6:7.

### Pomiędzy Team Nixon a Team Nedohin
W 2012 Nixon wystąpiła w Scotties Tournament of Hearts 2012 jako rezerwowa w zespole Heather Nedohin, zespół Shannon Kleibrink w rywalizacji prowincjonalnej nie zakwalifikował się do fazy finałowej. Podczas turnieju w Red Deer reprezentantki Alberty zdobyły tytuły mistrzowskie pokonując w finale 7:6 Kolumbię Brytyjską (Kelly Scott). Jako rezerwowa wystąpiła w trzech spotkaniach rundy grupowej MŚ 2012, Kanadyjki awansowały do fazy play-off i wygrywając z Koreankami (Kim Ji-sun) zajęły 3. miejsce.
Nixon na koniec sezonu 2011/2012 odeszła z drużyny Kleibrink. W latach 2012–2014 była kapitanem swojego zespołu z The Glencoe Club. Ponownie pełniła rolę rezerwowej zawodniczki w ekipie Heather Nedohin, tym razem w turnieju Canadian Olympic Curling Trials 2013. Z drużyną tą związała się od sezonu 2014/2015 i grała na pozycji trzeciej. 

### Z Chelsea Carey
Po sezonie 2014/2015 Heather Nedohin ogłosiła zakończenie kariery. Skipem jej drużyny (Nixon, Peterman, Peters) została Chelsea Carey. W 2016 roku jej drużyna zwyciężyła w Scotties i pojechała na mistrzostwa świata, gdzie zajęła czwarte miejsce.
W 2017 roku w Scotties dotarła do fazy play-off, gdzie przegrały 1:8 z drużyną Kristy McCarville. W meczu o brązowy medal, ponownie przeciwko McCarville, zwyciężyły 7:4. Po zawodach Nixon ogłosiła zakończenie zawodowej kariery w curlingu.

## Wielki Szlem
| Turniej                | 2006/2007 | 2007/2008 | 2008/2009 | 2009/2010 | 2010/2011 | 2011/2012 | 2012/2013 | 2014/2015 |
| ---------------------- | --------- | --------- | --------- | --------- | --------- | --------- | --------- | --------- |
| Autumn Gold            | SF        | F         | W         | x         | QF        | F         | x         | QF        |
| Manitoba Lotteries     | SF        | W         | x         | A         | A         | A         | A         | A*        |
| Colonial Square        | ?*        | ?*        | ?*        | ?*        | A*        | A*        | x         | A         |
| Masters                | ?*        | ?*        | ?*        | ?*        | ?*        | x*        | QF        | x         |
| Canadian Open          | —         | —         | —         | —         | —         | —         | —         |           |
| Players’ Championships | x         | x         | F         | QF        | QF        | A         | A         |           |

### Nierozgrywane
| Turniej               | 2006/2007 | 2007/2008 | 2008/2009 | 2009/2010 | 2010/2011 |
| --------------------- | --------- | --------- | --------- | --------- | --------- |
| Wayden Transportation | SF        | QF        | x         | —         | —         |
| Sobeys Slam           | —         | SF        | x         | —         | A         |

| *  | = turniej niezaliczany do cyklu Wielkiego Szlema |
| —  | = turniej nie odbył się                          |
| A  | = nie uczestniczyła                              |
| x  | = nie zakwalifikowała się do fazy finałowej      |
| QF | = ćwierćfinał                                    |
| SF | = półfinał                                       |
| F  | = finał                                          |
| W  | = zwycięstwo                                     |

## Drużyna
|           | Czwarta           | Trzecia     | Druga             | Otwierająca        |
| --------- | ----------------- | ----------- | ----------------- | ------------------ |
| 2016/2017 | Chelsea Carey     | Amy Nixon   | Jocelyn Peterman  | Laine Peters       |
| 2015/2016 | Chelsea Carey     | Amy Nixon   | Jocelyn Peterman  | Laine Peters       |
| 2014/2015 | Heather Nedohin   | Amy Nixon   | Jocelyn Peterman  | Laine Peters       |
| 2013/2014 | Amy Nixon         | Nadine Chyz | Whitney Eckstrand | Heather Rogers     |
| 2012/2013 | Amy Nixon         | Nadine Chyz | Whitney Eckstrand | Tracy Bush         |
| 2007/2012 | Shannon Kleibrink | Amy Nixon   | Bronwen Webster   | Chelsey Matson     |
| 2010/2011 | Shannon Kleibrink | Amy Nixon   | Bronwen Webster   | Chelsey Matson     |
| 2009/2010 | Shannon Kleibrink | Amy Nixon   | Bronwen Webster   | Chelsey Matson     |
| 2008/2009 | Shannon Kleibrink | Amy Nixon   | Bronwen Webster   | Chelsey Matson     |
| 2007/2008 | Shannon Kleibrink | Amy Nixon   | Bronwen Webster   | Chelsey Matson     |
| 2006/2007 | Shannon Kleibrink | Amy Nixon   | Bronwen Webster   | Christine Keshen   |
| 2004/2006 | Shannon Kleibrink | Amy Nixon   | Glenys Bakker     | Christine Keshen   |
| 2003/2004 | Shannon Kleibrink | Amy Nixon   | Glenys Bakker     | Stephanie Marchand |

## CTRS
Pozycje drużyn Amy Nixon w rankingu CTRS:
- 2013/2014: 40.
- 2012/2013: 29.
- 2011/2012: 11.
- 2010/2011: 3.
- 2009/2010: 5.
- 2008/2009: 1.
- 2007/2008: 2.
- 2006/2007: 5.
- 2005/2006: 3.

## Życie prywatne
Studiowała na University of Calgary, ukończyła m.in. studia prawnicze. Jej ojciec Daryl pełnił na igrzyskach turyńskich funkcję trenera kanadyjskiej reprezentacji kobiecej w curlingu.